# 할리우드/바인역
할리우드/바인역 (Hollywood/Vine Station)은 로스앤젤레스 군 광역철도의 빨간선역 중 하나이다. 할리우드 대로 (Hollywood Blvd)랑 바인 도로 (Vine St)의 교차로에 위치되어 있는 지하철역이다.

## 위치
할리우드에 있는 3개의 지하철역의 중앙역은 캐피틀 레코드 빌딩(Capitol Records Building)을 비롯한 많은 주요 명소들이 도보 거리 내에 있다. 할리우드 명예의 거리(The Hollywood Walk of Fame)도 위층에 있으며, 판타지스 극장(Pantages Theatre)은 길 건너편에 있다. 다른 명소로는 CBS 컬럼비아 광장(Columbia Square), 프롤릭 룸(Frolic Room), 가워 굴치(Gower Gulch), 선셋 앤 바인 아파트 단지(Sunset and Vine apartment complex), 및 할리우드 팔라디움(Hollywood Palladium)이 있다.

### 대중교통 지향 개발
역 주변의 대중교통 지향 개발을 촉진하기위한 메트로의 주도에 따라 할리우드/바인 역은 재건을 위한 주요 대상이 되었다. W 호텔은 2.3-에이커 (0.93 ha)의 콘도미니엄과 30,000 ft2 (2,790 m2)의 거리 소매 공간이 있는 복합 용도 부지에 300개의 객실을 오픈했다. 또한, 남부의 1600 바인(Vine) 단지에는 375개의 아파트와 28,000 ft2 (2,600 m2)의 거리 소매점이 있다.

## 역사
할리우드/바인 역은 1999년 6월 12일 빨간선 북부지선의 서쪽 종착역으로 개장했다. 2000년 노스할리우드까지 연장하면서, 서쪽 종착역이란 타이틀을 잃었다.

## 역 구조
| 지상1층 | 길거리                          | 출입구 (내려감), 메트로 버스 정류장                                            |
| 지하1층 |                                 | 출입구 (올라감), 표 사는 곳, 개찰구                                            |
| 지하2층 | 빨간선                          | ← 할리우드/하이랜드역 Hollywood/Highland Station ← 노스할리우드역행 (종착점행) |
| 지하2층 | 섬식 승강장, 왼쪽 출입문이 열림 |                                                                                |
| 지하2층 | 빨간선                          | → 할리우드/웨스턴역 Hollywood/Western Station → 유니언역행 (기점행)            |

메트로의 대부분의 역과 마찬가지로 할리우드/바인 역은 두 개의 선로가 있는 섬식 승강장을 사용한다. Argyle Avenue 교차로 동쪽에 출구가 있다.

## 연결 가능한 대중교통
메트로 버스
- 메트로 로컬: 180, 181, 210, 212, 217, 222
- 메트로래피드: 780

기타 버스
- 플라이어웨이 버스(FlyAway Bus) (LAX 행 정시운행)
- LADOT DASH: 비치우드 캐니언, 할리우드, 할리우드/윌셔

장거리 버스
- BoltBus (산호세 및 샌프란시스코 경유, |오클랜드 행)